# Personaggi di G.I. Joe: A Real American Hero

## G.I. Joe

### Duke (Conrad S. Hauser)
Ha imparato sette lingue alla scuola linguistica dell'esercito, ha passato l'addestramento nelle truppe aviotrasportate, è stato in Asia sud-orientale, ha lavorato come istruttore per le forze speciali, fino a quando Hawk non è stato promosso generale e ha cercato un comandante sul campo. Le sue specialità sono: fanteria aviotrasportata, ranger, intelligence, artiglieria più altre abilità classificate. Duke ha conquistato il rispetto di tutti in fretta facendosi la fama di duro con il cervello fino e veloce, portando la squadra alla vittoria in più occasioni. Le cose sono cambiate dopo il 1994: Duke ha intrapreso una notevole carriera nella sezione ombra di un'agenzia di spionaggio (probabilmente la CIA) e il suo modo di fare è mutato notevolmente. In questo periodo ha lavorato varie volte con il suo vecchio collega Snake Eyes, ha reclutato il suo apprendista Kamakura e ha anche assunto almeno una volta Storm Shadow; le sue azioni di intelligence hanno permesso di scoprire la riunione dei vecchi affiliati Cobra e Duke ha subito avvisato i piani alti e soprattutto Hawk. Una volta riunita la squadra Duke ha tenuto per sé un ruolo di consulente dietro le quinte, contribuendo a sventare alcune manovre dei Jugglers, ma alcune sue operazioni condotte all'insaputa dei Joe hanno messo a dura prova la fiducia dei suoi compagni. Dopo l'anno di spegnimento dell'unità Duke è stato nuovamente reclutato come comandante sul campo, ma ha passato molto tempo in Amazzonia - dove si era recato per conto di Hawk - dopo avere coperto le sue tracce; ora è tornato e ha promesso di seguire il manuale per il futuro.
Duke è il protagonista del primo film della serie cinematografica G.I. Joe - La nascita dei Cobra, interpretato da Channing Tatum. Il personaggio ritorna anche nel sequel G.I. Joe - La vendetta, interpretato dallo stesso attore.

### Hawk (Clayton Abernathy)
Valedittore di West Point, più esperienza sul campo di tanti generali, il colonnello Hawk è stato il primo comandante sul campo del Gruppo Delta. Non è il tipo di ufficiale che sputa ordini da una scrivania, ma piuttosto è sempre sul campo con i suoi uomini. Dopo l'assassinio del generale Lawrence Flagg, primo responsabile della squadra, Hawk viene promosso generale a due stelle e in seguito ai problemi di salute del generale Austin riceve la terza stella e il controllo completo dei G.I. Joe, insieme alle rogne che ne derivano, prima di tutto i Jugglers. Dopo lo scioglimento della squadra nel '94 Hawk resta a lavorare al Pentagono facendosi una fama presso i novellini dei circoli militari, che lo soprannomineranno Tomahawk (come l'ascia da guerra pellerossa e il missile omonimo), e riuscendo a infilarsi tra i Jugglers allo scopo di tenerli a bada. Nel 2001 le informazioni raccolte da Duke lo spingeranno a richiamare in servizio i Joe, che guiderà fino a un duello con il comandante Cobra in cui quest'ultimo gli sparerà alla schiena; Hawk sopravvive, ma la pallottola lede la spina dorsale mettendolo su una sedia a rotelle. Viene sostituito nel suo incarico prima da Duke e Flint, poi da Joe Colton, da Philip Rey, e infine di nuovo da Colton. Hawk non riesce a riprendersi psicologicamente e la sua ossessione per il comandante Cobra raggiunge il confine della follia, spingendolo a chiedere prima a Spirit e poi a Duke di intraprendere missioni personali alla sua ricerca. Per aiutarlo almeno in parte Joe Colton gli ha offerto un posto di consigliere militare presso la nuova squadra, posto che Hawk ha accettato.
Hawk compare nel film della serie cinematografica G.I. Joe - La nascita dei Cobra, interpretato da Dennis Quaid.

### Flint (Dashiell Fairborne)
Annoiato dalla vita accademica (era laureando in letteratura inglese) e arruolatosi nell'esercito per cercare sfide, Flint frequenta scuola aviotrasportati, scuola ranger, scuola forze speciali e scuola di volo. Acquisisce l'abilitazione di pilota d'elicotteri, paracadutista, tattiche desertiche e demolizioni; da ufficiale di carriera si è fatto notare per il suo acume tattico ed è stato reclutato dal suo amico Duke come stratega. Arrivato insieme a Lady Jaye, si è interessato a lei subito e per molto tempo i due hanno alternato appuntamenti nelle licenze e battibecchi sul campo di battaglia; alla chiusura, nel '94, Flint è passato a un incarico più tranquillo a Washington come consulente tattico e si è sposato con Jaye. Richiamato alle armi, nel 2001, Flint ha accettato con entusiasmo e ha coinvolto anche sua moglie. Verso il finale della nuova serie Lady Jaye, stanca della vita militare, ha litigato con lui proprio mentre lui cercava di dirle che voleva smettere dopo la missione in corso; uscendo a sbollire la rabbia viene attaccato da un emissario delle Ombre Rosse e quando Lady Jaye (corsa a perdonarlo) si mette in mezzo viene uccisa. La morte di sua moglie segna profondamente Flint, che perde la sua fiducia e arroganza da recluta diventando una bomba suicida ambulante: prima si infiltra da solo nel covo delle Ombre Rosse (portando una trasmittente per farsi trovare dai Joe), poi ricomincia nella nuova unità di Colton dando segni evidenti di insofferenza e inquietudine. A un certo punto si chiama fuori e lascia la base.
Flint compare nel film della serie cinematografica G.I. Joe - La vendetta, interpretato da D. J. Cotrona.

### Stalker (Lonzo R. Wilkinson)
Nato a Detroit, Stalker rivela il talento per il comando già da ragazzo diventando capo di una grossa gang di strada; quando perde due fratelli in una guerra tra bande decide di cambiare vita e si arruola. Un suo cugino nell'esercito di stanza in Germania riceve sue lettere e le gira alla madre per nasconderle che Lonzo è un ranger in Vietnam. Guida un'unità LRRP (Long Range Recon Patrol, Pattuglia di Ricognizione di Lungo Raggio), sei uomini che si introducono in profondità nel territorio nemico; al secondo turno sono con lui Wade Collins, Ramon Escobedo, Dickie Steperson, un nippo-americano dal cognome impronunciabile di nome Tommy (Thomas Arashikage) e uno sconosciuto taciturno soprannominato "Snake Eyes". Alla fine della guerra torna a casa, poi viene reclutato da Hawk nei GI Joe; Stalker pensa allora al suo vecchio compagno silenzioso e lo scova sulle montagne. Come sergente della squadra è in pratica il vice di Hawk e porta avanti l'unità fino alla chiusura. Si forma una famiglia sposando una concittadina e si fa trasferire a Detroit in un ufficio reclutamento; nel 2001 è richiamato e torna in servizio, restando nel numero dei pochi chiamati per la nuova formazione del 2005 e Stalker assume il comando sul campo mentre i Joe affrontano nuove sfide e nuovi e vecchi nemici.

### Scarlett (Shana O'Hara)
Nata da una famiglia del sud, Shana è la penultima di cinque figli; il padre ha un dojo dove addestra i tre fratelli maggiori e la inizia alla lotta, con disappunto della madre. Dopo avere vinto tornei e competizioni da ragazzina il suo mondo è sconvolto dall'incidente del padre che rimane su una sedia a rotelle; cerca allora una nuova strada nell'esercito, dove qualcuno la soprannomina Scarlett. Si specializza in intelligence e operazioni sotto copertura, frequenta un corso del SAS (Special Air Service, le teste di cuoio inglesi), uno dei Marine per cecchini e apprende da un istruttore dell'MI6 a usare la balestra; ma è l'esperienza come praticante d'arti marziali che la fa notare ai GI Joe e a farla inserire nella primissima formazione. Addestra nella lotta i suoi compagni, finendo in un breve corpo a corpo con Snake Eyes, che si trattiene perché sa di esserle superiore. Scarlett comincia a sviluppare un interesse romantico per l'inavvicinabile collega e si innamora di lui dopo che Snake la salva da un incidente in elicottero perdendo faccia e voce; da allora è sempre al suo fianco, vincendo via via le sue resistenze e finendo per fidanzarsi con lui dopo lo smantellamento della squadra. Due settimane prima del matrimonio Snake Eyes la lascia nel cuore della notte per una missione per conto di Duke (passato alle Black Ops) e Scarlett ne resta ferita nei sentimenti come nell'orgoglio. Nel 2001 lo rivede e lo schiaffeggia, passando parecchio tempo a rinfacciargli l'abbandono; dopo avere visto due volte la morte in faccia (i due sono imprigionati ed esposti a un virus) Scarlett lo perdona e torna con lui. Nonostante tutto non sopporta che Snake scenda in campo all'improvviso anche durante i rari momenti di relax; la loro storia va avanti comunque, mentre l'abilità di Scarlett si avvicina a quella del suo ragazzo. L'apice del loro rapporto è la morte di Snake Eyes durante una missione per salvare Scarlett dal sottomarino di Destro, seguita poco dopo dalla resurrezione di lui. Scarlett ha in effetti un solo rimpianto, cioè non essere considerata completamente pari a Snake Eyes su questioni riguardanti il clan Arashikage, né da lui né dai membri sopravvissuti.
Scarlett compare nella serie cinematografica, interpretata da Rachel Nichols (G.I. Joe - La nascita dei Cobra) e Samara Weaving (Snake Eyes: G.I. Joe - Le origini). Nel primo film live action l'aspetto del personaggio femminile ispira un po' la Vedova Nera (Natasha Romanoff), la supereroina della Marvel Comics e della sua serie cinematografica.

### Snake Eyes (nome segreto)
Il suo vero nome è classificato top secret, anche per i GI Joe, e non se ne conosce il motivo. Soldato, ninja, guerriero, mistico, sabotatore, commando, insegnante, combattente, atletico, infiltratore, amico e persona capace di comprendere gli altri: Snake Eyes è tutto questo. Un incendio ha distrutto il suo dossier e gran parte del suo passato; anche chi lo conosce da tempo sa ben poco di lui, solo frammenti e testimonianze in prima persona (Stalker, la Baronessa, Storm Shadow, il Comandante Cobra, Destro, Billy, Firefly, Zartan). Nato da parto gemellare, questo giovane condivideva un rapporto speciale con la sorella Terri, che gli diede una sua foto come portafortuna alla partenza per il Vietnam; Snake si è arruolato pensando di proteggere i suoi cari così lontano, e inviato in Vietnam finisce in un'unità LRRP come mitragliere (porta la mitragliatrice M60). La squadra viene annientata, si salvano solo lui e un ragazzo di nome Tommy; i due finiscono nella squadra del sergente Lonzo Wilkinson e a questo punto il carattere di Snake Eyes cambia. Snake Eyes si chiude in se stesso per difendersi dal dolore, temendo di perdere anche questi amici, restando aperto solo per Tommy, che gli offre un posto nell'attività di famiglia a guerra finita.
In un pattugliamento la squadra finisce per coincidenza in villaggio amico da poco occupato da Nordvietnamiti regolari e comincia una sparatoria. Tre uomini cadono: Lonzo, Snake e Tommy tornano all'elicottero. L'artiglieria vietcong spara e Snake Eyes cade a terra: Lonzo ordina a Tommy di salire, ma Tommy corre come se avesse le ali ai piedi e porta il suo amico in salvo. Per le ferite riportate Snake Eyes ottiene il Cuore Porpora e il rimpatrio,e all'aeroporto attende la sua famiglia che non arriva; un ufficiale, Clayton Abernathy (HAWK), gli si avvicina con aria addolorata e Snake Eyes intuisce tutto. Abernathy gli spiega che sono stati colpiti da un ubriaco in un incidente sulla strada per l'aeroporto. Per sei mesi Snake Eyes passa giorni senza più voglia di vivere, finché Tommy non lo rintraccia tramite George Strawhacker, il fidanzato della sorella; non riuscendo a convincerlo a seguirlo Tommy deve lasciare il suo amico sperando che ritrovi la ragione. Uno straniero nel bar lo segue e lo salva in tempo da un camion che stava per investirlo; lo sconosciuto parla con lui e scoprono di avere molto in comune, così cominciano un'attività di moderni Robin Hood. Mentre Snake Eyes registra su un diario le sue avventure nota che il suo compagno sta diventando un po' troppo avido e autocelebrativo. Quando lo sconosciuto lo invita a uccidere il giudice che condannò suo fratello, facendolo cadere nell'alcolismo e causando l'incidente con la famiglia di Snake Eyes, il taciturno si rifiuta e lo straniero spara al giudice; Snake Eyes, disgustato, fugge via, ma lo sconosciuto ora scarica il suo rancore anche su di lui. Snake scrive a Tommy che risponde con le istruzioni per raggiungerlo.
Al suo arrivo in Giappone gli zii di Tommy lo accolgono nell'azienda di famiglia, ovvero il clan dei ninja Arashikage, con trenta generazioni di guerrieri alle spalle; Snake Eyes comincia il suo apprendistato insieme a Tommy, che nonostante il titolo di giovane maestro viene obbligato dal capo del clan, il Duro Maestro, a ripetere l'addestramento. I loro insegnanti saranno il Duro Maestro, il Morbido Maestro e il maestro Sato; le cose vanno lisce per più di un anno, fino all'arrivo di un insegnante esterno, il Maestro Senza Volto dei ninja di Koga. Senza Volto è lì solo come giudice, ma comincia una sottile opera di rivolta per spingere prima il maestro Sato e poi Tommy a liberarsi di Snake Eyes. Il maestro Sato tenta una ribellione contro gli anziani del clan, ma viene soffocata sul nascere; Sato e i suoi compagni vengono espulsi dal clan (sono loro probabilmente i fondatori del clan dei Ninja Rossi, un gruppo di fuoriusciti degli Arashikage), mentre Tommy resiste alla tentazione, nonostante i successi del suo amico e varie sue performance scadenti lo portino a essere geloso di lui. Snake è il primo ad avvertire in privato il Maestro Senza Volto; egli, cioè il mercenario noto come Firefly, è stato assunto come killer dal misterioso sconosciuto che Snake Eyes ha abbandonato e che lo vuole morto. Firefly si è infiltrato tra gli Arashikage per preparare il terreno, ma si è reso conto che Snake è già troppo abile per lui, quindi si chiama fuori; in effetti non abbandona il campo, ma consiglia allo sconosciuto di subaffittare il contratto a qualcun altro, al quale Firefly farà da supporto logistico. Intanto i maestri anziani avvertono la rivalità di Tommy ma non possono fare molto, e considerano più attentamente la possibilità di scegliere Snake Eyes come nuovo capo del clan.
Tempo dopo il professor Onihashi, membro del clan e forgiatore di spade, riceve la visita di un tale che viene dall'Ovest e vorrebbe essere suo allievo; dopo averlo fatto aspettare un bel po' di tempo Onihashi lo accoglie e lo porta con sé sopra una montagna dove c'è la forgia. Lì preparano la spada che sarà di Snake Eyes, mentre il tirocinante si immerge nella creazione trovando la redenzione. Quest'uomo è Zartan, il sostituto di Firefly, ma ora che ha trovato la pace non intende più fare il lavoro. Si incontra con lo sconosciuto e dichiara che gli restituirà il denaro, ma quest'ultimo non ci sta: o Zartan porta l'incarico a termine o lui rivelerà la verità a Onihashi. Intanto Firefly osserva Tommy fare pratica con l'arco grazie a "l'Orecchio Che Vede" (la capacità di concentrarsi su battito e respiro di un individuo per poterlo individuare anche dietro un muro) ed escogita un piano; una notte Zartan registra su un apparecchio il tracciato vitale di Snake Eyes e la sera dopo si apposta mentre il Duro Maestro insegna a Snake Eyes il "Manto del Camaleonte" (tecnica per imitare un'altra persona e annullare "l'Orecchio che Vede"). Sfortunatamente il Duro Maestro sta imitando proprio Snake Eyes e Zartan non se ne rende conto quando scaglia la freccia (sottratta da Firefly tra quelle di Tommy); il Duro Maestro viene ucciso, ma morendo sostiene che non è stato suo nipote. Tommy però sta correndo dietro a Firefly e Zartan (mascherato e irriconoscibile) con un arco in mano; il Morbido Maestro lo vede e vede la freccia con il suo marchio; la mattina dopo va a parlare con Snake Eyes, che è già partito.
Per tre anni Snake si isola dal mondo sulle Montagne Rocciose, dove ha costruito una baita, rifiutandosi di incontrare chiunque; l'unica compagnia che ha è Karma, un lupo che ha liberato da una tagliola e lo segue in giro. Un giorno il sergente Wilkinson (Stalker) si mette alla sua ricerca con il colonnello Clayton Abernathy e i due scoprono dove ritira gli assegni di invalidità dell'esercito. Abernathy sta reclutando la prima formazione dei GI Joe e Stalker ha già firmato; dopo qualche esitazione Snake accetta e lascia la baita a Karma che fa la guardia. Durante una missione per salvare un ostaggio due elicotteri vanno nel deserto con a bordo due squadre; una turbina esplode per l'assenza dei filtri antisabbia, e l'altro elicottero viene colpito. Nell'impatto un'esplosione e le schegge dei vetri colpiscono Snake Eyes in piena faccia; l'elicottero cade in fiamme, ma Snake riesce a portare fuori Scarlett svenuta e illesa mentre la sua testa va a fuoco. La missione andrebbe fermata ma il soldato sfregiato si rifiuta e non riuscendo a parlare scrive sulla sabbia C.M. (Continuare la Missione), così il gruppo raggiunge Stalker. Snake Eyes e Stalker stanno per entrare, ma i terroristi (che sono Cobra) sparano; Stalker è colpito al braccio e non può sparare, perciò Snake fa tutto da solo e salva l'ostaggio. Tornato alla base, Doc (il medico della squadra) non può restituirgli né il viso né la voce: Scarlett e Stalker vanno a trovarlo sperando che non abbandoni il gruppo, ma Snake Eyes non scappa. Si fa portare un vestito e una maschera da commando che saranno il suo volto d'ora in poi. Comincia qui la leggenda del Maestro Silenzioso del clan Arashikage. Per anni Snake Eyes resterà a fianco della squadra e di Scarlett in particolare, correndo rischi e violando anche gli ordini di Hawk pur di fare ciò che ritiene giusto; il destino porterà ancora sulla sua strada Tommy, ora Storm Shadow, sia come affiliato dei Cobra sia dei Joe, e il misterioso sconosciuto, ora noto in tutto il mondo come Comandante Cobra.
Alla chiusura dell'unità il silenzioso e la rossa fanno progetti di matrimonio, ma un evento rimetterà tutto in gioco: la morte di Ophelia, giovane protetta e apprendista del Maestro Silenzioso, per mano di Firefly. Questo evento lo porterà a incontrarsi con Sean Collins, figlio di Wade Collins suo compagno nel Nam; il maestro e l'apprendista saranno un'ancora di salvezza l'uno per l'altro. Dopo sette anni di lontananza Snake Eyes dovrà sforzarsi di fare pace con Scarlett e le ridarà l'anello di fidanzamento che lei lasciò. Nel lasso di tempo tra una battaglia e l'altra sconfigge Sei Tin, leader dei Ninja Rossi (ex alleati dei Cobra), e viene scelto da loro come nuovo capo del clan. Incontra più volte il suo fratello di spada e lo aiuta a liberarsi dai Cobra, ridandogli il suo posto tra gli Arashikage come Maestro Fenice del clan; nel 2005 è il primo ad accoglierlo nella nuova formazione dei GI Joe, finché muore affogando nel sottomarino di Destro per salvare Storm Shadow, Scarlett e il resto della Squadra. Alcuni Ninja Rossi rubano il suo cadavere e lo resuscitano, condizionandolo per essere un assassino senza rimorso; Storm Shadow riesce a mettere in crisi la sua mente costringendolo a scegliere tra la sua morte e la vita di Scarlett. Snake Eyes, sconvolto, abbandona per un po' la via degli Arashikage tornando al suo stile da commando.
Snake Eyes ha completato l'addestramento di base a Fort Jackson, passando a quello avanzato a Fort Benning per ranger, aviotrasportati, fanteria e ricognizione; ha anche addestramenti completi in scalata in montagna, demolizioni subacquee, sopravvivenza artica, desertica e nella giungla, sa maneggiare tutte le piccole armi, con preferenza per l'Uzi 9mm silenziato; in più gli insegnamenti Arashikage lo mettono in grado di maneggiare ogni arma da taglio, sia da corpo a corpo che da lancio, e conosce dodici diversi stili e tecniche di lotta.
Il personaggio compare nei primi due film della serie cinematografica G.I. Joe - La nascita dei Cobra e G.I. Joe - La vendetta, interpretato da Ray Park. Snake Eyes è il protagonista del film reboot Snake Eyes: G.I. Joe - Le origini, interpretato da Henry Golding.

### Shipwreck (Hector X. Delgado)
Hector Delgado è stato una testa calda da sempre, e viene costretto ad arruolarsi in Marina nella speranza di cambiargli il carattere; le cose non vanno proprio così, ma Hector tempra il suo comportamento e si appassiona alla vita del marinaio. Impara a pilotare ogni veicolo marino o subacqueo e queste doti lo portano nei GI Joe con il nome in codice "Shipwreck" (naufragio); Shipwreck mantiene per un bel po' la distanza dai suoi commilitoni, che considera 'marinai della domenica', ma a lungo andare riesce a stabilire relazioni di amicizia con i membri più recenti del gruppo. Poiché i Joe hanno raramente bisogno di operare in mare aperto Hector nei ritagli di tempo frequenta il corso d'addestramento dei Navy SEAL, che finalmente gli inculca un po' di disciplina. Nel 1994 Shipwreck abbandona la Marina e avvia un servizio di gite turistiche (via acqua) nei mari tropicali; qui ha occasione di scontrarsi con banditi e pirati che vengono respinti a suon di raffiche di mitragliatrice. Torna nei ranghi nel 2001 per il riarruolamento della nuova incarnazione dei GI Joe e viene selezionato per la squadra d'élite nel 2005. Shipwreck è quasi totalmente incapace di mentire: è abituato a dire sempre quel che pensa, a costo di mandare all'inferno un generale o il presidente degli Stati Uniti, fossero anche lì presenti. Lo stesso Colton non ha il suo totale apprezzamento, soprattutto perché la fedeltà di Shipwreck è rimasta a Hawk; per lungo tempo ha osteggiato apertamente la presenza di Storm Shadow, mal sopportata da tutti. Con il tempo la sua attitudine a comandare in mare è scemata lasciando solo la sua consapevolezza di superiorità, mentre a terra segue chiaramente gli ordini impartiti.

### Roadblock (Marvin Hinton)
Nato da una famiglia povera del Sud, Marvin Hinton era un ragazzo piuttosto timido e introverso, ma aveva un grande sogno: diventare un famoso chef. Non poteva certo permettersi di frequentare una scuola regolare per cuochi, così colse la palla al balzo quando gli proposero di arruolarsi nei Marine; l'ufficiale reclutatore gli assicurò che avrebbe potuto lavorare in cucina anche lì e così Marvin firmò. Con disappunto scopre che non ha molte possibilità di sfondare come cuoco e passa a un altro settore. Le sue dimensioni notevoli gli consentono di manovrare facilmente l'artiglieria pesante e così comincia a usare le mitragliatrici e le mitragliere pesanti; intanto continua a occuparsi del rancio. Dopo la morte del generale Lawrence Flagg, per mano del maggiore Bludd, Hawk è promosso generale e decide di mettere sotto i Cobra; avvia una nuova serie di reclutamenti e i primi due nuovi membri sono Conrad Hauser (Duke) e Marvin. I due fanno il loro ingresso nella squadra nel pieno di un attacco aereo da parte di un caccia Cobra che sta bersagliando i GI Joe riuniti al funerale di Flagg; Duke con una pistola e Roadblock con una mitragliera sforacchiano l'aggressore e lo costringono a ritirarsi. Comincia qui la carriera di Roadblock nei Joe, durata fino allo scioglimento del gruppo nel '94: nei sette anni di inattività Roadblock raggiunge il successo come chef di fama nazionale e crea un suo programma TV; nondimeno, alla riattivazione dei GI Joe nel 2001, torna alla sua unità senza esitare. Viene scelto nel 2005 per la squadra d'élite e svolge il suo compito di mitragliere impeccabilmente, come sempre.
Roadblock sa usare piccole armi, come le pistole, e non disdegna armi anticarro come il bazooka, ma la sua specialità sono le armi pesanti; non le mitragliatrici portabili come la Colt M60, ma le mitragliere che si montano su blindati e tank. Le conosce tutte, americane e russe, ma la sua preferita è la Browning calibro 50; si tratta di pezzo progettato non tanto come arma antiuomo, ma antiaereo. La sua corporatura gigantesca lo rende uno dei pochi membri dei Joe abili a portare una mitragliera da solo, oltre che ad affrontare missioni critiche.
Roadblock è il protagonista del secondo film della serie cinematografica G.I. Joe - La vendetta, interpretato dal wrestler Dwayne Johnson.

### Beachhead (Wayne Sneeden)
BeachHead è cresciuto in una periferia di persone abituate a sudarsi la paga, anche se spesso non bastava; per reagire al suo stato di povertà si arruola nell'esercito e si fa notare subito non per le notevoli doti di soldato, ma di istruttore delle truppe. Arruolato nei GI Joe alterna battaglie con i Cobra come soldato sul campo a sessioni di addestramento dei Joe, reclute e veterani allo stesso modo. Nel 2001 è richiamato nella squadra come gli altri, ma Hawk lo tiene in riserva visto l'abbondare di materiale umano. Quando le truppe fresche mostrano i loro limiti subendo pesanti perdite il Tomahawk lo chiama a riaddestrare le truppe; in seguito al ridimensionamento del gruppo BeachHead resta tra i riservisti e viene richiamato in servizio durante un momento di indisponibilità della formazione titolare, per una missione a Manhattan con altre riserve. Per il sergente maggiore BeachHead il grado e l'esperienza non contano nulla, fino a quando non è lui a giudicare. I suoi metodi sono massacranti, fisicamente e psicologicamente; nessuno sfugge alle sue persecuzioni e molte reclute abbandonano l'addestramento. Quando Hawk gli affida le centinaia di reclute del nuovo programma lui le addestra e poi le porta su un campo di battaglia. I sopravvissuti sono considerati idonei e arruolati; altri si ritirano portandosi dietro il suo ricordo in forma di incubi ricorrenti. Sul campo di battaglia sa dove posizionare gli elementi, a chi affidare un incarico e chi tenere sotto controllo; i veterani della squadra godono della sua considerazione, nel senso che risparmia loro gli improperi e le urla che riserva ai pivelli. Il suo rispetto va a pochi elementi come Hawk, Duke, Stalker, Roadblock, Rock&Roll, Scarlett, Snake Eyes, Storm Shadow, Jinx e Kamakura (soprattutto gli ultimi quattro, per la loro freddezza ed efficacia).

### Kamakura (Sean Collins)
Il padre di Sean (il vero padre) era sommerso di debiti e di problemi d'ogni tipo; non trovando via d'uscita si unì ai Cobra e fu il primo membro delle Guardie Scarlatte, il corpo d'élite dei Cobra dedito al Comandante anima e corpo. Apparteneva alla serie "Fred" e prese il nome falso di Fred Broca; per tentare di scoprire la posizione del quartier generale dei GI Joe il Comandante Cobra lo spedì vicino a una base dell'esercito (su cui si incentravano i sospetti) e Fred 1 si trasferì con tutta la famiglia, moglie e due figli, una femmina e un maschio, Sean. Fred 1, morto nel tentativo di attaccare Snake Eyes, venne sostituito dal suo omonimo Fred 7; i bambini capirono subito che non era il loro padre, ma non si spiegavano il perché. Anche Fred 7 ebbe i suoi problemi, finendo per scontrarsi con Scarlett e Snake Eyes.
Tempo dopo vide per caso Snake e Stalker andare al monumento dei caduti in Vietnam e li seguì; al cimitero li sorprese e svelò di essere Wade Collins, uno dei loro tre compagni dispersi in azione. Wade era stato prigioniero di guerra, liberato era tornato negli USA senza riuscire a riambientarsi per l'ostilità verso i veterani, così era diventato un Cobra; dopo una lunga chiacchierata Stalker e Snake lo fecero ragionare e Wade decise di andarsene, ma la sua "famiglia" insistette per seguirlo. Quando Sean sta per compiere diciassette anni, età minima per arruolarsi, ne discute con il padre, sinceramente preoccupato e contrario; per farlo ragionare Wade consiglia a Sean di scrivere a Snake Eyes. Snake Eyes risponde raccontando cosa sia la guerra e cosa succeda in un posto come il Vietnam, citando le esperienze personali dei due compagni morti, di Stalker, Storm Shadow, e le sue; conclude dicendo che non si è pentito di avere scelto la vita militare, ma è importante sapere a cosa si va incontro. Dopo avere letto la lettera Sean parla con suo padre e decidono di aspettare; alla maggiore età Sean si arruola e comincia a farsi notare.
Viene inserito in una squadra delle Black Ops al comando di Duke, e svolge alcune missioni prima di perdere tutti i suoi compagni tranne Mikhail Derenko, la talpa di qualcuno all'esterno; in questa occasione incontra per la prima volta Snake Eyes e decide di diventare suo apprendista. Nei mesi successivi si isola nella baita del suo maestro e viene seguito dagli altri membri del clan Arashikage; la prova finale per ricevere il rango di giovane maestro lo vede affrontare Firefly e Derenko, che tentano di accedere a tecnologia cobra ultraprotetta. Solo il Comandante Cobra e le sue guardie private possono sbloccare il caveau, così Derenko tenta di reclutare Storm Shadow e Wade Collins; il primo si fa catturare ma scappa, il secondo tenta di fermarlo e viene ucciso. Ora Sean ha una sola famiglia, il clan, e Snake Eyes gli conferisce il titolo di maestro; Sean sceglie da solo il nome in codice, Kamakura, dal nome dell'età d'oro dei ninja. Duke lo prende al suo servizio e gli affida il compito di spiare il complesso dei Dreadnoks nelle paludi delle Everglades; qui Kamakura registra l'arrivo dell'alto comando Cobra compreso il Comandante. Per le sue doti Duke e Snake Eyes lo reclutano per la nuova formazione dei GI Joe, nonostante il basso apprezzamento di Hawk (la prima volta che lo vede in fila con le altre reclute lo chiama il "Power Ranger verde"). Paradossalmente l'incarico primario di Kamakura sarà fare da guardia del corpo personale di Hawk; con la riorganizzazione della squadra Kamakura viene messo di riserva e rientra in gioco solo dopo la morte di Snake Eyes. È tra i più determinati a ritrovarne il corpo trafugato, ma entra in contrasto con Storm Shadow, di cui ha testimoniato il rapporto duale e controverso con il suo maestro; quando Storm Shadow esce dalla squadra per tornare in Oriente Kamakura prende per un po' il suo posto.

### Skywarp
Presente solo nella continuity dei fumetti IDW a partire dal 2016, Skywarp è uno dei personaggi principali di Transformers (in questo universo G.I. Joe, Transformers e molte altre serie coesistono insieme nel cosíddetto Universo Hasbro). È un alieno proveniente dal pianeta Cybertron, il quale fu devastato da una terribile guerra civile tra gli Autobot e i malvagi Decepticon che durò milioni di anni. Skywarp ha trascorso secoli di fedele servizio alla causa Decepticon, visto che prima della guerra la società Cybertroniana era caratterizzata da una forte disuguaglianza sociale e governata da un Senato Autobot corrotto; i Decepticon nacquero inizialmente come un semplice gruppo di rivoltanti pacifici, ma a causa delle forti e repressive azioni del Senato essi si riorganizzarono in un movimento terrorista vero e proprio con l'ideale della "pace attraverso la tirannia" e si scontrarono con i "nuovi" Autobot (ora eroici) di Optimus Prime. Skywarp ha combattuto molte battaglie e partecipato a un assalto su vasta scala Decepticon per la conquista della Terra nel 2008.
Dopo una serie di repentini eventi che hanno visto la cacciata dei Transformers dal nostro pianeta, la rinascita di Cybertron, la fine della guerra e vari altri fatti, Skywarp iniziò a sentirsi disilluso dei suoi ideali e decise di disertare i Decepticon unendosi invece ai G.I. Joe. Il motivo di tale cambiamento è dovuto al fatto che Skywarp è un Outlier, ovvero un Cybertroniano che possiede naturalmente dei poteri speciali (non diversamente dai mutanti Marvel), nel suo caso il teletrasporto, che negli ultimi tempi non funzionava più bene come un tempo, quindi Skywarp decise di stringere un accordo con gli umani semplicemente per ottenere supporto tecnico. Avendo vissuto in un ambiente ostile, dove veniva perseguitato e vessato per i suoi poteri, Skywarp ha sviluppato nel corso degli anni una personalità violenta e aggressiva nonché un feroce fanatismo nei confronti del suo ex-leader Megatron e dei Decpticon stessi, pertanto inizialmente non gli interessa cosa succede ai suoi colleghi Joe: esegue le missioni solo per ottenere i risultati sperati. Tuttavia con il tempo ha comunque imparato il significato del lavoro di squadra e ha iniziato a interessarsi maggiormente allo scopo delle missioni. Essendo un Transformer durante la sua vita ha assunto più modalità alternative: velivoli spaziali su Cybertron e un F-22 Raptor durante i primi tempi sulla Terra, più recentemente un F-15 Eagle, tutti con una combinazione di colore nero e viola. Fisicamente rappresenta una grande risorsa per la squadra grazie alla sua stazza (8,53 m), alle sue abilità di volo e alle sue armi laser.

## Cobra
L'organizzazione terroristica conosciuta come Cobra fonda il suo potere su tre elementi:
1. abbondanza di materiale umano, che fa spesso la parte della carne da cannone; ci sono comunque squadre di elementi particolarmente validi
2. connessioni con ambienti politici e militari, che le consentono di ricevere informazioni rapidamente e se possibile pilotare gli eventi a suo vantaggio
3. presenze nel mondo degli affari leciti e legami con il crimine organizzato; le Extensive Enterprises, di proprietà dei gemelli corsi Tomax e Xamot, sono la facciata legale dei Cobra nonché il filo diretto verso società fittizie come la Arbco e la Carbo (anagrammi di Cobra); altro legame importante è quello con Destro e la sua ditta, la MARS (Military Armament Research Syndicate); la MARS è perfettamente legale e pulita, in più è difficilmente perseguibile per i contratti che la collegano a molte nazioni riconosciute.

### Comandante Cobra (identità ignota)
Paranoico, megalomane, malvagio, spietato, temuto, crudele, pericoloso, arrogante, perverso, eppure geniale, pianificatore, brillante, astuto, ambizioso e manipolativo. Del suo passato si sa ben poco, tranne che era un venditore d'auto e che ha finito per odiare e disconoscere il sistema che lo ha perseguitato. Ha probabilmente fatto il servizio militare, come un fratello maggiore veterano del Vietnam. Egli aveva avviato un rifugio per veterani che fu incendiato da uno di loro, però la colpa fu attribuita a lui sostenendo che volesse incassare l'assicurazione; condannato, divenne un alcolizzato e perse la vita in un incidente d'auto, scontrandosi con una famiglia che si recava a incontrare un soldato tornato dal fronte. Questa tragedia fece incontrare per la prima volta il comandante con colui che sarebbe diventato una delle sue spine nel fianco, ovvero Snake Eyes. Dopo averlo rintracciato formò con lui un'alleanza che sfociò in una carriera di moderni Robin Hood di breve durata; quando Snake Eyes lo abbandonò il futuro comandante trasferì su di lui l'odio che aveva accumulato, e assunse prima Firefly e poi Zartan per assassinarlo, ma i tentativi fallirono. Intanto il venditore si era sposato e aveva avuto un figlio, ma sua moglie intuì l'esistenza di qualcosa di poco chiaro negli affari del marito, che prese il piccolo Billy di pochi mesi e scappò, finendo a Springfield. Lì cominciò a organizzare il primo nucleo dei Cobra, reclutando la Baronessa come braccio destro e altri elementi (come Mindbender) come stato maggiore; in più affida a Storm Shadow l'incarico di vegliare sulla sua sicurezza personale.
L'apparizione dei GI Joe rende difficili le cose e acutizza l'odio e la megalomania del comandante Cobra, trasferendola in particolare su Snake Eyes e Hawk, suo diretto avversario. Per lungo tempo il Comandante Cobra governa con pugno di ferro e inganni nascosti sulla sua organizzazione, senza che nessuno sfidi la sua autorità, fino a quando Mindbender non crea Serpentor, il soldato genetico che si impone come leader carismatico sul campo. Dopo vari mesi lo stato delle cose porta a una guerra civile nei Cobra, in cui si inseriranno i GI Joe. Il comandante, più volte catturato, riesce sempre a scappare con l'aiuto dei suoi sottoposti; quando i Cobra sono ridotti allo sbando, nel '94, i ranghi più alti (compreso il comandante) entrano in clandestinità. Il terrorista trova rifugio in molti luoghi e Paesi diversi, soprattutto in Asia e Medio Oriente; sfruttando il risentimento anti-americano e la voglia di riscatto persegue i suoi scopi personali e recluta un nuovo esercito di soldati Cobra, ma attira su di sé l'inimicizia dei suoi momentanei alleati che in seguito lo cercheranno in lungo e in largo.
Nel 2000 Duke, ora nello spionaggio, trova un appunto sul comandante mentre perquisisce un rifugio del Maggiore Bludd; mette al lavoro tutte le sue risorse e nel 2001 il Comandante Cobra appare nelle Everglades, la tana dei Dreadnoks, insieme ai membri più importanti dei Cobra. Dopo avere esposto un nuovo piano è rapito e incarcerato da Destro (in realtà è qualcun altro) e resta in prigionia per alcune settimane; una volta liberatosi ricomincia a complottare e attaccare gli Stati Uniti e i Joe, senza trascurare l'estero, e deve fronteggiare un resuscitato Serpentor, che morirà nuovamente. Durante un assalto a un treno militare che trasporta Destro (il quale ha promesso di consegnarlo all'ONU in cambio della libertà) il Comandante si scontra con Hawk e gli spara alla schiena, poi viene a sua volta ferito dalla Baronessa. Viene catturato ma evade grazie ai Dreadnoks, toglie a Destro il controllo dei Cobra, fa abbattere l'aereo della Baronessa (incinta di un piccolo Destro) e scatena un attacco contro l'umanità intera che però fallisce. A seguito dell'insuccesso viene attaccato dalle Ombre Rosse e dato per morto; successive informazioni lo danno convalescente in un ospedale in Medio Oriente.
Dopo questi eventi sparisce per molto tempo, però Hawk non si rassegna e manda Spirit sulle sue tracce; il navajo, in missione non ufficiale, lo rintraccia ma viene preso di sorpresa e imprigionato. Il Comandante Cobra contatta Zarana e le fa rubare la tecnologia camaleontica di Zartan; con quella assume l'identità di Garrett Freelove, membro dello staff presidenziale, e si installa alla Casa Bianca dove ha libero accesso a tutte le informazioni riservate del governo. Ne approfitta per scovare le debolezze dell'amministrazione e creare una nuova squadra, la Guardia Fenice, che viene comandata da Philip Rey, non più in servizio attivo; ma i membri sono tutti agenti Cobra sotto altra identità e aspetto (Firefly, Zartan, Copperhead, Scrap Iron, Wild Weasel). Li mette alla prova facendogli attaccare alcune cellule Cobra per battere sul tempo i GI Joe e metterli in cattiva luce, poi ordina di attaccare il loro nuovo quartier generale, la Rocca, nel parco nazionale di Yellowstone. Dopo questi eventi sparisce e riprende il controllo diretto dei Cobra. Di recente il Comandante è uscito allo scoperto rapendo il figlio della Baronessa e di Destro per attirarli da lui; Destro, per salvare il bimbo (che il Comandante ha scelto come erede) gli cede in cambio tutta la sua società. Il Comandante pretende anche Alexander (il figlio maggiore che Destro ha appena scelto come suo erede) e Destro acconsente a malincuore; dopodiché manda via Snake Eyes, Spirit e Flint rivelando che ha scoperto tutto sui GI Joe quando era alla Casa Bianca; armamenti, operazioni, personale e famiglie dei membri attivi e non; ora ha la possibilità di colpire al cuore la squadra e il mondo intero.
La vera dote che rende il Comandante Cobra pericoloso non è tanto la sua mancanza di scrupoli morali, ma la capacità di ispirare e manovrare uomini ben più letali di lui; non partecipa spesso agli scontri sul campo tranne in occasioni particolari ed è sempre pronto a ritirarsi quando si rende conto che tutto è perduto.

### Serpentor
Creato dal defunto dottor Mindbender, Serpentor era stato pensato come soldato, una figura che ispirasse le truppe Cobra. Il suo DNA appartiene a dieci tra i più famosi condottieri, generali e sovrani del mondo antico e moderno: Attila l'Unno, Alessandro il Grande, Giulio Cesare, Genghis Khan, Annibale Barca, Napoleone Bonaparte, lo zar Ivan il Terribile, il principe Vlad Tepes Draculea (da cui è nata la leggenda di Dracula), l'imperatore azteco Montezuma e il generale cinese Sun Tsu. In più Mindbender ha deciso all'ultimo momento di aggiungere Storm Shadow, allora creduto morto.
Il carisma e la capacità di ispirare rispetto cominciarono subito a intaccare il potere del Comandante Cobra, la cui stella prese a scendere. Per mesi i due si disputarono il controllo dei Cobra; quando il Comandante fu creduto morto Serpentor assunse il comando, per condividerlo poi con Fred 7, un impostore che si spacciava per il Comandante Cobra; quest'ultimo tornò e decise di dichiarare guerra a Serpentor. Durante la battaglia Zartan colpì Serpentor sulla fronte con una freccia, uccidendolo sul colpo. Anni dopo, durante il periodo di inattività degli anni '90, un'enclave di scienziati e tecnici Cobra crea un clone di Serpentor con i suoi ricordi. Il nuovo Serpentor comincia a cercare i suoi "fratelli minori", una serie di cloni creati da Mindbender insieme a lui; mentre Serpentor ha avuto una crescita accelerata gli altri (dieci cloni dei dieci condottieri da cui ha ricevuto il DNA) sono cresciuti a velocità normale, e Mindbender li ha tenuti al sicuro dal Comandante Cobra. Mindbender è morto, ma il suo clone (creato con la stessa procedura usata per Serpentor) sta rintracciando i bambini, i quali erano stati scoperti da Hawk dopo la sparizione dei Cobra e separati per ordine dei Jugglers. Il più grande, Hannibal, era già fuggito dopo avere scoperto le sue origini ed era stato preso dal clone Mindbender; Hannibal e Mindbender cominciarono così a cercare gli altri e quando i Jugglers capirono cosa stava accadendo disposero che venissero scortati da un convoglio di GI Joe e soppressi il prima possibile. I bambini però condividevano un legame mentale tra di loro e con Serpentor stesso, che li trovò e li portò via; a quel punto la sua nuova organizzazione uscì allo scoperto e sfidò apertamente Cobra e GI Joe. La base operativa venne presa d'assalto da un contingente misto Cobra/Joe che alla fine vinse; Serpentor morì cadendo da una balconata durante un corpo a corpo con il Comandante Cobra e i bambini furono portati via e affidati a un ospedale civile.
Intanto Overlord, uno dei generali di Serpentor, coltivò un nuovo clone per conto dei Jugglers, che volevano sfruttarlo come arma; dal clone venne creato un secondo esemplare, che subì un invecchiamento ancora più rapido e il cambiamento dei connotati. I Jugglers avevano la loro arma, il generale Philip Rey, e lo misero appena possibile a capo dei GI Joe dopo la paralisi di Hawk. Paradossalmente Rey si conquistò il rispetto e la fiducia dei Joe e andò contro i loro ordini; alla chiusura dei Joe Rey venne messo a riposo, prima di ricomparire come leader della Guardia Fenice, nuova iniziativa del Comandante Cobra nata dentro all'amministrazione USA. Durante l'assalto della Rocca (nuovo quartier generale dei Joe) Rey accede al server della base e comincia una ricerca sulla sua squadra; scopre corrispondenze con cinque noti membri Cobra e capisce di essere stato preso in giro. Si ribella e, dopo avere bloccato l'attacco dei Cobra, Rey va dal suo psicoterapeuta Robert Stevens, che gli consiglia di indagare sul suo passato.
Rey chiede a Duke di aiutarlo e i due si mettono al lavoro, cominciando dal materiale raccolto da Lady Jaye prima della sua morte. Le tracce conducono a Zandar, il fratello di Zartan che lavorava in segreto per Serpentor; dopo averlo aggredito vengono a sapere che Mindbender lo aveva pagato per consegnare una copia di Serpentor ai Jugglers e gli suggerisce di farsi dire il resto dal dottor Stevens. Duke e Rey irrompono nello studio del dottore, che usa una suggestione ipnotica per ordinare a Rey di attaccare Duke; Stevens è un ex Cobra, Crystal Ball, un ipnotizzatore da strapazzo a cui Mindbender si era rivolto per prevedere tutte le possibili evenienze. Crystal Ball gli rivela la verità: il Serpentor clone dei Jugglers era il prescelto per la rinascita, ma era stato distrutto dal generale Mars Herring, membro delle Ombre Rosse; così Crystal Ball era ricorso a Rey, preparandolo ad assumere il manto di Serpentor; ma per quanto la suggestione sia forte Philip è ormai troppo dentro al suo ruolo di soldato per cedere. Alla richiesta di uccidere Duke attacca invece Crystal Ball; Duke lo avvisa che lo ucciderà al primo segno di cambiamento, ma intanto parlerà al generale Colton e vedrà il da farsi.

### Destro (James McCullen XXIV)
Destro è un personaggio immaginario e antagonista secondario della serie G.I. Joe. Il terrorista è nato da una dinastia di mercanti d'armi scozzesi che risale almeno al 1500. La maschera che porta è una sorta di eredità di famiglia: pare che una simile sia stata portata da John McCullen (capostipite della dinastia) durante una prigionia ingiusta ordinata dal re inglese Enrico il Plantageneto. I suoi discendenti ne fecero invece un motivo d'orgoglio e di fierezza. L'attività di famiglia si è ingrandita nei secoli arrivando a diventare l'odierna MARS (Military Armament Syndicate Research) ed è nella veste di proprietario di questa azienda che Destro si è avvicinato ai Cobra; dopo un periodo in cui si è limitato a fornire equipaggiamenti e mezzi di trasporto (alcuni progettati da lui stesso, come i nuovi carri HISS o il caccia RATTLER) ha preso parte attiva nell'organizzazione diventando un membro rispettato e temuto della cerchia interna del Comandante Cobra. Qui ha incontrato nuovamente la Baronessa, che conosceva da molto tempo prima, e il loro legame si è rinsaldato; la sua alleanza con Cobra è andata e venuta, tanto che alla fine si è ritirato definitivamente nel suo castello in Scozia con la Baronessa.
Nel 2001 il Comandante Cobra lo invita alla riunione dei vecchi affiliati nelle Everglades, ma Destro è malato, perciò il suo posto è stato preso con l'inganno da Alexander, un figlio illegittimo avuto parecchio tempo addietro. Alexander strappa al Comandante il controllo dei Cobra per perderlo poco dopo, e la guarigione di Destro porta alla sua incarcerazione; quando il Comandante Cobra viene a cercarlo per vendicarsi Destro gli mostra suo figlio ma non riesce a placarlo, quindi deve a malincuore rientrare nei Cobra. Continua però a operare anche come indipendente e, quando Duke lo trascina davanti all'ONU per avere provocato una guerra allo scopo di vendere armi ai due Paesi belligeranti, Destro approfitta delle sue relazioni (ha venduto armi a gran parte delle nazioni del mondo, comprese quelle i cui delegati lo stanno giudicando) e offre il Comandante Cobra in cambio della libertà. L'ONU accetta (ignorando le proteste di Hawk) e Destro prende il controllo dei Cobra, assume il killer mercenario Wraith e comincia a darsi da fare. La fuga del Comandante lo costringe a confrontarsi con lui e ad assistere alla morte (apparente) della Baronessa, incinta di un figlio suo; dopo la sconfitta di Cobra per mano dei GI Joe sparisce e torna a dedicarsi agli affari della MARS, approfittandone per insegnare al figlio Alexander la gestione dell'azienda di famiglia.
Vance Wingfield lo contatta per avere la tecnologia necessaria alla sua vendetta e Destro provvede, dirigendo il tutto dal sottomarino Cataclisma, il nuovo prodotto della MARS; quando il sottomarino viene abbordato dai Joe in cerca di Scarlett Destro innesca l'autodistruzione e scappa con Alexander, ferito. Tempo dopo, mentre Alexander si sta riprendendo, Destro gli consegna una nuova maschera come simbolo della sua appartenenza al clan McCullen; proprio in quel momento il Comandante Cobra lo contatta per dirgli che sua moglie è viva e in libertà e che suo figlio è nelle mani dei Cobra. A malincuore Destro deve difendere il Comandante da tre Joe e dalla Baronessa e per riavere il piccolo è costretto a cedere alla Serpe l'intera MARS più Alexander, che diventa ufficialmente Destro XXV; Destro XXIV abbandona la sua maschera e sparisce con sua moglie e il loro bambino.
James McCullen XXIV, alias Destro (interpretato da Christopher Eccleston), compare come uno due antagonisti principali nel primo film cinematografico G.I. Joe - La nascita dei Cobra, assieme con il Comandante Cobra. Il personaggio ritorna semplicemente come antagonista minore nel sequel G.I. Joe - La vendetta.

### Baronessa (Anastasia Cisarovna)
Anastasia, figlia di nobili europei, era una tranquilla bambina cresciuta negli agi; il suo idolo era il fratello maggiore Eugene, dedito alla filantropia. Durante la guerra in Vietnam Eugene avallò un prestito per una spedizione di medicinali e andò a controllare di persona che tutto andasse per il meglio, portandosi dietro Anastasia che aveva circa dieci anni, ma i due contatti erano in realtà Vietcong e vendettero il carico per comprare armi. Confrontati da Cisarovna, gli spararono senza tanti complimenti un attimo prima che un soldato americano sparasse a loro. I due vietcong avevano poco prima attaccato una jeep con alcuni soldati, ma per loro sfortuna c'erano anche Stalker, Storm Shadow e Snake Eyes; Snake si era lanciato all'inseguimento e li aveva rintracciati, sparandogli. Anastasia era in un'altra stanza e entrò solo a fatto compiuto, scaricando la colpa su Snake Eyes, unico sopravvissuto e con una pistola fumante in mano; lo shock trasformò Anastasia in una ribelle, portandola ad atteggiamenti estremisti durante gli anni universitari e dando poi inizio alla sua carriera di terrorista.
A un certo punto venne notata dal comandante Cobra, che la volle nel suo entourage; da quel momento la Baronessa ha passato gran parte della sua vita a pianificare ed eseguire azioni di infiltrazione o commando per Cobra, ma le sue motivazioni e la sua dedizione cominciano a vacillare all'arrivo nei ranghi di James McCullen Destro, già incontrato in precedenza. Nonostante la maschera la Baronessa lo riconosce e comincia una relazione con lui. Durante questo periodo fa rapire Scarlett e Snake Eyes mentre lui si fa rimettere a posto la faccia; quando tenta di vendicarsi Stalker, Storm Shadow e altri intervengono, ma è Destro a fermarla: da ragazzo era lì con suo padre (compagno di college a Eton di DeCobray padre), che aveva capito come erano andate effettivamente le cose. La Baronessa, svuotata della sua rabbia e delusa, rinuncia e se ne va con Destro. Quando Cobra sparisce Anastasia e McCullen tornano nel castello di lui e si dedicano alla gestione della MARS; il ritorno del Comandante Cobra riporta la Baronessa in pista, ma la sua lealtà va ora solo a Destro, che ha probabilmente sposato in segreto. Per punire il loro ennesimo tradimento il comandante organizza una trappola per uccidere lei (incinta) sotto gli occhi di lui; Anastasia sopravvive in segreto, ma Wraith (agente di Destro incaricato della sua protezione) la mette KO e la vende ai Jugglers. Così la Baronessa finisce nelle celle della Rocca, la nuova base dei GI Joe; il generale Colton e Duke sono i soli a sapere di lei e tentano di avere informazioni offrendole protezione per lei e per il bambino. Poiché rifiuta le alte sfere militari ordinano che venga separata dal piccolo finché non parlerà. La Baronessa resta inaccessibile e aspetta il suo momento.
La sua occasione arriva con l'attacco della Guardia Fenice alla Rocca; una volta libera si rifornisce di denaro da un vecchio conto della MARS, rintraccia Wraith e lo uccide, poi va a trovare Sebastian Bludd per ingaggiarlo. Bludd accetta e comincia a eseguire il suo piano per vendicarsi dei GI Joe e dei Cobra; dopo avere attirato l'attenzione dei Joe in Arabia Saudita la Baronessa rintraccia Wilder Vaughn, il capo delle Ombre Rosse, e gli consegna l'armatura stealth di Wraith in cambio della attuale base d'operazioni del comandante Cobra. Viene avvistata da Flint (in cerca di Vaughn) che avvisa i suoi ex compagni di squadra; la Baronessa arriva dal Comandante, ma la strada è sbarrata proprio da Destro.
La Baronessa compare nella serie cinematografica, interpretata da Sienna Miller (G.I. Joe - La nascita dei Cobra) e Úrsula Corberó (Snake Eyes: G.I. Joe - Le origini).

### Tomax & Xamot
I gemelli corsi sono la facciata legale dei Cobra nel mondo degli affari, ma anche i capi delle Guardie Rosse, un reggimento d'élite formato da plotoni composti di uomini operati per avere lo stesso volto e con lo stesso nome di battesimo, come la serie FRED. Sono abili nel districarsi nella finanza e a organizzare le truppe e hanno spesso parte attiva sul campo; sono uniti da un legame psichico che li tiene in contatto, ma li costringe anche a sentire il dolore subito dall'altro. Le loro motivazioni sono il potere e la ricchezza, forse più la seconda che il primo; sono devoti al Comandante Cobra ma non esiterebbero ad associarsi con un altro se lui morisse per davvero. Dopo l'attacco da parte delle Ombre Rosse Tomax è riapparso da solo; qualche tempo dopo Xamot è stato trovato nascosto in coma in un ospedale Cobra.

### Dr. Mindbender
Il dottor Mindbender era un semplice dentista, perfino timido; un giorno cominciò a sperimentare l'uso dell'ipnosi per annullare le sensazioni di dolore nei suoi pazienti. I successi ottenuti lo spinsero ad andare avanti, finché costruì un'apparecchiatura da applicare alla testa. La provò prima su se stesso, ma l'effetto fu inaspettato; le sue inibizioni e il suo senso morale furono cancellati, rendendolo una persona totalmente diversa. Dopo un certo lasso di tempo i suoi esperimenti attirarono l'attenzione del Comandante Cobra, che lo invitò nella sua organizzazione ancora in fase di sviluppo. Mindbender perfezionò lo scanner cerebrale del defunto Dr. Venom e lo migliorò; in seguito creò il super guerriero genetico Serpentor (e all'insaputa di tutti, dieci cloni minori con i singoli campioni di DNA), a cui è sempre rimasto fedele nonostante la sconfitta. Ma il comandante Cobra non si fidava più di Mindbender e lo imprigionò con altri membri Cobra ritenuti traditori; Mindbender morì, ma anni dopo qualcuno creò un suo clone con i suoi ricordi. Il clone Mindbender si mette al lavoro e rintraccia una parte dei cloni di Serpentor per farsi guidare da lui, poi entra nella nuova organizzazione che l'imperatore dei Cobra ha creato. Con la sconfitta di Serpentor Mindbender si ritrova nel lato perdente della seconda guerra civile Cobra e viene giustiziato per ordine del Comandante.
Il dottor Mindbender compare in cameo nel film della serie cinematografica G.I. Joe - La nascita dei Cobra, interpretato da Kevin J. O'Connor.

### Firefly (identità sconosciuta)
Poco e niente si sa di Firefly. Le sue origini sono incerte: secondo alcune voci suo padre era un uomo d'affari occidentale che operava in Oriente, e chissà come il clan dei ninja Koga aveva contratto un debito con lui. Alla sua morte il clan accolse il bambino fra di loro e lo addestrò nel ninjitsu; cominciò a farsi una reputazione come killer a contratto e venne contattato dal comandante Cobra (non ancora tale) per eliminare Snake Eyes; Firefly si infiltrò nella tenuta degli Arashikage presentandosi come il Maestro Senza Volto e i maestri del clan lo incaricarono di giudicare i progressi di Snake Eyes e Storm Shadow. Mentre il tempo passava Firefly si rese conto in fretta che il suo bersaglio lo superava e decise di tirarsi fuori. Il comandante protestò sostenendo che lui gli apparteneva finché non fosse finita; Firefly se ne fregò, ma si offrì di raccomandargli un altro uomo, restare a sorvegliare il terreno e preparare perfino la logistica. Osservando Storm Shadow fare pratica con "l'orecchio che vede" Firefly escogitò un piano; Zartan, il suo sostituto, registrò con un apparecchio elettronico il battito cardiaco di Snake Eyes, e la sera dopo collegò il tutto a un arco e scoccò una freccia (di Storm Shadow); il tentativo fallì perché il Duro Maestro stava insegnando al suo allievo come cambiare il battito con il "manto del camaleonte" e fu lui a essere colpito.
Anni dopo Firefly venne chiamato dal Comandante Cobra per entrare nella sua organizzazione e qui lavorò per lungo tempo senza diventare uno dei suoi fedelissimi. Il suo carattere indipendente e la sua ambizione lo hanno portato a tradire il suo capo e tentare di rovesciarlo più di una volta, tanto che il comandante si vendicò lasciandolo a morire con altri suoi nemici in una nave affondata; Firefly però sopravvisse e cominciò a lavorare per se stesso. Non si sa cosa ha fatto durante il periodo di inattività di Cobra, ma è certo che non fu richiamato come gli altri nel 2001. Probabilmente non era neanche disponibile, visto che i Joe lo ritrovano a Detroit mentre ruba un nuovo prototipo di B.A.T.; il furto è stato commissionato da Serpentor e a Firefly interessa solo la cifra dei suoi assegni, non la firma. Dopo questo episodio sparisce e riappare solo nel 2005, quando Snake Eyes lo incontra a Chicago mentre elimina i locali capi della mala per conto di uno di loro; rimane nell'ombra fino alla creazione della Guardia Fenice, in cui viene arruolato con la falsa identità di Snake Eater (curiosamente aspetto, dossier e profilo falsi ricalcano in parte quello di Snake Eyes); quando Rey capisce l'inganno lui e i Joe contrattaccano, ma Firefly sfugge a Kamakura, Scarlett e Joe Colton. Da quel momento di lui non si è saputo più nulla per un po'. Quando il Comandante Cobra avvia l'offensiva per scatenare la terza guerra mondiale Snake Eyes e Scarlett inseguono Firefly nella tenuta del clan Arashikage e dopo avere affrontato lui e altri ninja lo catturano e lo mettono al fresco.
Firefly conosce il nijitsu stile Koga e ha praticato qualcosa dello stile Arashikage; ha un addestramento specifico come sabotatore appreso in luogo e momento ignoti.
Firefly compare nel film della serie cinematografica G.I. Joe - La vendetta, interpretato da Ray Stevenson.

### Le truppe Cobra
Cobra è un'organizzazione molto estesa e recluta i suoi membri dappertutto, privilegiando le classi più disagiate e chi ha motivi di rivalsa verso il sistema o la nazione americana. La gran parte del suo personale è composta da semplici soldati, poi ci sono i tecnici, i piloti, i medici e altro personale non combattente; in più ci sono alcune compagnie specializzate in particolari ambiti. I soldati comuni sono i Cobra Trooper (soldati Cobra), normale carne da cannone nonostante la guida di ufficiali Cobra più in gamba; ci sono anche le Heat Viper (vipere da calore, o meglio calovipere) specialisti nell'uso di razzi (come quelli a infrarossi a ricerca di calore). Tra il personale tecnico combattente sono da segnalare le TeleViper (televipere), specialisti nel gestire gli impianti di comunicazione e sorveglianza; il personale medico è composto da Mediviper (medivipere), che gestiscono le infermerie della basi oppure appositi ospedali spacciati per magazzini o uffici, e sono comandati da Scalpello, un sadico esperto in molti rami della medicina. Tra gli specialisti sul campo ci sono le Alley Viper (vipere da strada), che si occupano di guerriglia e infiltrazione urbana; le Range Viper (vipere di rango, o vipere di campagna), specialisti di sopravvivenza in ambienti ostili, capaci di sostenersi da sole senza contatti con le basi per mesi; le Electric Eel (Anguille elettriche), specialisti del combattimento acquatico, la versione cobra degli uomini-rana della marina USA; le Strato viper (Stratovipere), piloti eccezionalmente resistenti all'accelerazione della gravità e abili nel pilotare gli aerei, come Wild Weasel; le Frag viper (vipere a frammentazione), incaricati di maneggiare gli esplosivi e le granate, sia a mano che da mortaio. Ci sono perfino le Vipere Ninja, campioni d'arti marziali incaricati di fare da assassini e guardie; sembra che siano stati addestrati da Storm Shadow in persona.
Altri sono specializzati in specifici ambienti come gli Snow Serpent (serpenti delle nevi), combattenti artici selezionati rigorosamente e - pare - geneticamente modificati. Il corpo più celebre sono le Crimson Guards (Guardie Scarlatte), un battaglione d'élite composto dai migliori e più fedeli Cobra; sono i responsabili ultimi della sicurezza del Comandante Cobra e spesso vengono mandati nelle comunità per infiltrarsi, spiare, minare la stabilità o creare lobby con i politici altolocati. Sono organizzati in più compagnie, e ognuna comprende Cobra sottoposti a chirurgia plastica per avere lo stesso volto degli altri: la più nota è la serie "Fred". Il nome viene usato nelle false generalità dell'agente infiltrato e alla morte di uno di essi un altro prende il suo posto. La serie FRED comprende Fred 7, che tentò di sostituirsi al comandante Cobra, e Fred 4 alias Wade Collins, il compagno d'armi di Stalker e Snake Eyes, nonché patrigno di Sean Collins (il vero padre era Fred 1). Nel 2001, dopo essere sfuggito a Destro/Alexander McCullen, il Comandante Cobra rivela alla sua cerchia interna l'esistenza delle Neo Vipere, vipere geneticamente alterate per essere più forti e resistenti.

### B.A.T.
I Battle Android Trooper (soldati robot da combattimento) sono robot progettati dal defunto dottor Mindbender e costruiti in serie; per quanto costosi sono usati spesso come carne da cannone perché resistono quasi a tutto e non si fermano neanche se sono a pezzi. A un certo punto vengono guidati da Overkill, un ex mitragliere Cobra responsabile della morte di almeno cinque GI Joe, unitosi a Serpentor e trasformato in cyborg dopo la seconda guerra civile Cobra, su ordine del Comandante.

## Altri
Se i Joe e Cobra sono i protagonisti fissi della collana, ogni tanto comunque ci sono altri singoli individui e organizzazioni che entrano in gioco: alcuni sono presenti solo nei fumetti (i Jugglers, le Ombre Rosse), altri hanno fatto parte dei Cobra e poi si sono allontanati nei fumetti, mentre nei cartoni sono rimasti fedeli al Comandante Cobra (Zartan e i suoi Dreadnoks, i Ninja Rossi). C'è perfino chi ha militato in entrambe le squadre e poi ha preso una sua strada (Storm Shadow).

### Storm Shadow (Thomas Arashikage)
Nato a San Francisco, oriundo nippo-americano di seconda generazione, Tommy ha ignorato le sue origini fino all'adolescenza, quando un evento (forse la dipartita del padre) lo porta alla tenuta degli Arashikage in Giappone; lì ha scoperto le sue origini e ha deciso di partecipare all'attività di famiglia. Dopo l'addestramento i suoi zii e maestri lo spingono ad arruolarsi per il Vietnam come se frequentasse un master in "attacca e sparisci"; lì incontra Snake Eyes e combatte con lui per due ferme. Al rimpatrio del suo amico gli offre di seguirlo nel clan e lo rivede quasi un anno dopo; paradossalmente questo è l'inizio della sua tragedia. I successi del suo "fratello di spada" e le sue performance non ottimali lo rodono dalla gelosia, ma si sforza di non cedere; l'assassinio del Duro Maestro da parte di Zartan segna la fine della sua vita nel clan. Scoperto che il killer ha a che fare con i Cobra Thomas si insinua nelle loro file e lavora duro per raggiungere la sommità dell'organizzazione, solo per potere arrivare a scoprire l'identità dell'assassino dello zio. Il Comandante Cobra lo nomina sua guardia del corpo personale e gli fa cambiare nome; Tommy sceglie come nome di battaglia Storm Shadow, traduzione inglese del suo cognome.
Il destino riporta sulla sua strada Snake Eyes, ora commando dei GI Joe (già sfigurato e muto); il loro conflitto privato è meno accentuato di quello tra le due organizzazioni e termina quando Tommy salva dall'esecuzione Billy, il figlio del Comandante che ha tentato di uccidere il padre. Lo porta via e lo prende come apprendista, insegnandogli tutto ciò che sa, e ritrova un equilibrio nella sua vita che sembrava perso; poco dopo Storm Shadow scopre che Zartan è il suo obiettivo, ma preferisce rinunciare alla vendetta ora che si è reso conto di quanto lontano è andato per ottenerla. Lavora saltuariamente con i GI Joe e segue Snake Eyes in Borovia per liberare Stalker e al consolato Cobra a New York, dove la Baronessa tiene prigioniero suo fratello. Verso la fine della serie Marvel il comandante Cobra fa ricorso a una suggestione ipnotica (opera di Mindbender) per riottenere la fedeltà sua, della Baronessa, di Billy, Destro e Zartan. Nel primo ciclo di GI Joe: Frontline la Devil's Due racconta un episodio accaduto poco dopo la chiusura dei Joe che coinvolge alcuni membri della squadra e alla fine di questi eventi coloro che erano stati condizionati tornano alla normalità. Tommy però non è fortunato: il suo condizionamento è più profondo di quanto pensa e Cobra lo riporta nelle sue file; con molto sforzo riesce a liberarsi con lo stato mentale Arashikage e opera da solo, mentre i Joe passano un brutto momento.
Si ritira e prende una ragazza come apprendista e amante, ma Cobra si intromette ancora nella sua vita e lei muore; Tommy, sconvolto, accusa il suo fratello di spada più per abitudine che per altro, ma Snake Eyes lo comprende e non reagisce, anzi lo riaccoglie nel clan Arashikage come Maestro Fenice. Dopodiché lo porta nella Rocca per dargli l'equilibrio necessario, ma pochi Joe si fidano di lui. Il generale Colton è il più disposto, per la sua conoscenza dei Cobra e per la mancanza di preconcetti; dopo il ritrovamento di Snake Eyes (morto, resuscitato e condizionato) Storm Shadow sente di dovergli dare spazio e lascia la squadra per tornare a fare i conti con il suo passato, ma senza abbandonare del tutto la sua nuova "famiglia".
Come guerriero ninja Storm Shadow è equivalente a Snake Eyes. Snake è un po' più bravo con la spada, Stormy con l'arco, ma nel complesso si equivalgono; Tommy predilige le arti dei ninja alle armi da fuoco, ma saltuariamente ne ha fatto uso.
Storm Shadow compare nella serie cinematografica, interpretato da Lee Byung-hun (G.I. Joe - La nascita dei Cobra e G.I. Joe - La vendetta) e Andrew Koji (Snake Eyes: G.I. Joe - Le origini).

### Zartan e i Dreadnoks
L'uomo che si fa chiamare Zartan è un mistero per tutti, compreso se stesso. Aveva un carattere ribelle e prendeva psicofarmaci; la madre Melanie cercava piccole parti alla TV e nel cinema, mentre il padre Zeke lavorava nel campo degli effetti speciali (creava maschere di mostri), ma aveva contratto un debito che non poteva pagare. Alla sua morte del genitore il fratellino Zach e la sorellina Zoe finirono in orfanotrofio; due anni dopo il ragazzo scappò e cominciò a vivacchiare, compiendo piccoli furti e imparando a falsificare documenti. Il ragazzo cambiava identità regolarmente senza confidarsi con nessuno; mentre pian piano la sua bravura nel mentire e fingersi qualcun altro cresceva decise di arruolarsi mentendo sulla sua età. Divenne un esperto in infiltrazioni e si diede al settore privato. Intanto il fratello e la sorella avevano trovato una famiglia adottiva che stava per trasferirsi a Londra.
Durante un incarico per conto della mafia russa Zartan rubò i dati di un esperimento per creare uomini camaleontici (grazie alla collaborazione di una vecchia conoscenza, Alystair Blinken-Smythe), ma le informazioni vennero girate alla MARS di Destro 23º, il cui figlio James cominciava proprio allora a occuparsi della società. Smythe si unì alla banda di motociclisti australiani Dreadnoks con il nome Buzzer; i Dreadnoks erano guidati da un uomo che si faceva chiamare Zartan e da qui lo sconosciuto decise di prendere a prestito quel nome in futuro. Zach e Zoe intanto crescevano e andavano a ficcarsi nei guai; ma non avevano dimenticato il fratello e cercarono di ritrovarlo. Con i soldi guadagnati Zartan fece demolire il vecchio orfanotrofio a Daytona Beach in Florida e cominciò a frequentare una ragazza di Chicago; le cose non andarono bene per molto e il bisogno di denaro lo portò a incontrare i gemelli Tomax e Xamot, proprietari delle Extensive Enterprises. Circa un anno dopo uno sconosciuto venne a ingaggiarlo per uccidere un ex LRRP Airborne Ranger che risiedeva in Giappone presso un clan di ninja; Zartan, infiltratosi nella tenuta degli Arashikage, trovò inaspettatamente la pace interiore e tentò di svincolarsi dal contratto, ma inutilmente; il Comandante infatti ordinò ai gemelli corsi di raccogliere informazioni su di lui.
Scoperto il suo passato (anche grazie ai legami con la MARS) il Comandante vendette la sua identità ai russi, che lo presero e lo sottoposero a quegli stessi esperimenti di cui non aveva consegnato i dati; il successo fu tale che i suoi nuovi poteri (e una parte dell'addestramento Arashikage) gli permisero di scappare; tornato in Florida stava appena iniziando a comprendere come funzionassero, quando Smythe venne a trovarlo. Zartan, il vero Zartan, trattava i suoi uomini come immondizia, così Buzzer, Ripper e altri volevano toglierlo di mezzo; Buzzer si era ricordato del suo vecchio socio imitatore che accettò. Pagando Torch (altro futuro Dreadnok) dei Melbourne Maulers, la gang rivale dei Dreadnoks, lo sconosciuto riuscì a orchestrare un finto salvataggio di Zartan per entrare nella banda; lì si ritrovò faccia a faccia con fratello e sorella, che fecero finta di non conoscerlo; intanto progettava una rivolta organizzata e per coprire il tutto creò un incidente con i Maulers allo scopo di scatenare una guerra tra le due bande. Ma Zartan era all'erta e fermò il tentativo sul nascere; restavano Zach e Zoe, che all'insaputa di tutti conoscevano tutto e si erano tenuti in disparte come riserva. Grazie a loro il colpo di mano riuscì e il fratello scomparso divenne per tutti Zartan.
Tempo dopo Zartan aveva lavorato duro per fare salire i Dreadnoks, ma in Australia quello era il massimo, quindi decide di tornare negli Stati Uniti e riallaccia i rapporti con Cobra. Obbliga il fratello e la sorella a cambiare nome e nascondere la loro parentela; i due diventano Zandar e Zarana. Cominciano le scorribande dei Dreadnoks in America contro i GI Joe. I Dreadnoks sostengono Cobra a lungo nonostante la tensione sia alta; le differenze di stile e di credo portano alla fine Zartan ad abbandonare Cobra (specie quando il Comandante tenta di ucciderlo con altri supposti traditori sull'isola Cobra; sopravvivono solo Zartan, Billy e Firefly) salvo poi rientrare per un po'. È proprio Zartan che libera il Comandante Cobra dalla sua nemesi interna all'organizzazione, Serpentor, tirandogli una freccia in mezzo alla fronte. Dopo lo sbando i Dreadnoks si mettono in proprio e se la passano bene, stabilendo sedi nelle maggiori città del Paese e mettendo le mani in pasta un po' ovunque; in questo periodo Zartan incontra Zanya, una figlia avuta da quella donna di Chicago che aveva conosciuto, e dopo averla testata la accoglie nella banda con disappunto di Zarana.
Nel 2001 il quartier generale dei Dreadnoks nelle Everglades ospita una riunione/rimpatrio dell'alto comando Cobra. Zartan partecipa ma non vuole farsi coinvolgere; Destro/Alexander McCullen gli propone una cura contro la malattia provocata da effetti collaterali degli esperimenti a cui deve i suoi poteri, che si sono manifestati dopo anni, e lo guarisce. Rientrando in gioco i Dreadnoks partecipano a operazioni Cobra urbane, all'evasione del Comandante dal carcere e alla seconda guerra civile Cobra contro le forze di Serpentor. C'è poi da risolvere una questione interna: Zandar ha tradito alleandosi con Serpentor e Zartan deve mettersi al servizio di Cobra per evitargli la punizione. Dopo la temporanea sparizione del Comandante i Dreadnoks tornano alle paludi nelle Everglades e non si muovono, ma il passato torna a reclamare. Zarana ruba a Zartan tecnologia olografica per assumere identità, ed entra nella Guardia Fenice; dopo la fallita invasione della Rocca Duke e Philip Rey vanno da Zandar per sapere cosa ha fatto d'accordo con Mindbender e i Jugglers. Ora il Comandante Cobra sta per scatenare una nuova offensiva, anche se i Dreadnoks sono rimasti apparentemente fuori dai suoi piani. Zartan è un vero camaleonte: non solo prende l'aspetto di chi vuole, ma ne copia alla perfezione le caratteristiche mentali e la voce. Il trucco è che nella sua mente lui crede davvero di essere quell'uomo, ma il troppo tempo passato a fingere, insieme alle iniziali scarse forniture di psicofarmaci che gli servono, hanno portato Zartan a dimenticare chi era spingendolo a volte all'esaurimento nervoso.
Zarana e Zandar sono inferiori a Zartan ma non vanno sottovalutati, e neanche gli altri Dreadnoks, tutti pazzi scatenati senza freni. L'organizzazione è tutto sommato disciplinata e guidata con fermezza, oltre che rifornita di veicoli e armi; il complesso delle Everglades è virtualmente impenetrabile, grazie anche alle paludi infestate dagli alligatori; solo ninja come Storm Shadow, Snake Eyes o Kamakura riescono a entrare e uscire indisturbati.
Zartan compare nei film della serie cinematografica G.I. Joe - La nascita dei Cobra e G.I. Joe - La vendetta, interpretato da Arnold Vosloo.